# Calyptotheca altimuralis
Calyptotheca altimuralis är en mossdjursart som först beskrevs av Osburn 1952.  Calyptotheca altimuralis ingår i släktet Calyptotheca och familjen Parmulariidae. Inga underarter finns listade i Catalogue of Life.